# Potamonautes didieri
Potamonautes didieri là loài cua thuộc họ Potamonautidae. Đây là loài đặc hữu của Cộng hòa Dân chủ Congo, nhưng không còn thấy từ 100 năm qua.